# ديك لونغ
ديك لونغ (بالإنجليزية: Dick Long)‏ هو سياسي أسترالي، ولد في 4 مايو 1924. انتخب عضو المجلس التشريعي الفيكتوري.